# Junicus
Junicus is een geslacht van hooiwagens uit de familie Gonyleptidae.
De wetenschappelijke naam Junicus is voor het eerst geldig gepubliceerd door Goodnight & Goodnight in 1947. 

## Soorten
Junicus is monotypisch en omvat slechts de volgende soort:
- Junicus gerhardi